# Tyndarichus nitidulus
Tyndarichus nitidulus är en stekelart som beskrevs av Hayat 2003. Tyndarichus nitidulus ingår i släktet Tyndarichus och familjen sköldlussteklar. Inga underarter finns listade i Catalogue of Life.